# Celična delitev
Celična delitev je biološki proces, del celičnega cikla, pri katerem iz matične celice nastaneta dve ali več hčerinskih celic.
Proces se nekoliko razlikuje pri obeh glavnih tipih celic, prokariontskih in evkariontskih. Celični delitvi pri prokariontih pravimo binarna fizija, pri njej se genski material najprej podvoji, kopiji se pritrdita na različni mesti celične membrane in nazadnje se razdeli preostanek citoplazme v procesu citokineze. Pri evkariontih poznamo dva glavna načina celične delitve, ki sta kompleksnejša zaradi zapletenejše zgradbe evkariontskih celic z jedri in drugimi organeli. Z vegetativno delitvijo ali mitozo nastaneta hčerinski celici, ki sta običajno genetsko identični matični celici, z redukcijsko delitvijo ali mejozo pa se število kromosomov prepolovi, nastanejo štiri haploidne gamete.
Za prokarionte in enocelične evkarionte je celična delitev način razmnoževanja, pri njih z vsako delitvijo iz matičnega nastaneta dva nova organizma. Pri organizmih, ki se razmnožujejo spolno, nastane nov organizem z združitvijo dveh gamet v zigoto. Večcelični organizmi z mitozo rastejo in nadomeščajo odmrle celice.